# 斯米萊 (羅姆內區)
斯米萊（烏克蘭語：Сміле），或按俄语译为斯梅洛耶，是位於烏克蘭東北部的村莊，由蘇梅州羅姆內區的赫梅利夫市鎮負責管轄。該村處於比什金河畔，距離蘇利米4.5公里，海拔高度153米，2021年人口1,424。